# BeNe League
BeNe League – najwyższa w hierarchii klasa kobiecych ligowych rozgrywek piłkarskich w Belgii i Holandii, będąca jednocześnie najwyższym szczeblem centralnym (I poziom ligowy), organizowana wspólnie przez obie federacje w latach 2012–2015 i zarządzana przez Królewski Belgijski Związek Piłki Nożnej (RBFA) i Koninklijke Nederlandse Voetbal Bond (KNVB). Zmagania w jej ramach toczyły się cyklicznie (co sezon) i przeznaczone były dla 13 najlepszych krajowych klubów piłkarskich. Jej triumfator zostawała Mistrzem BeNe League. Również najwyżej sklasyfikowana drużyna belgijska otrzymała tytuł Mistrza Belgii oraz najwyżej sklasyfikowana drużyna holenderska tytuł Mistrza Holandii. Mistrzowie Belgii i Holandii prezentowali swój kraj w Lidze Mistrzyń UEFA. 

## Historia
Przesłanka do stworzenia jednego turnieju pomiędzy obydwoma krajami pojawiła się w 2011 roku wraz z utworzeniem BeNe Supercup pomiędzy zwycięzcami odpowiednich mistrzostw. W grudniu tego samego roku Belgijska Federacja Piłki Nożnej zatwierdziła utworzenie tych mistrzostw, a dwa miesiące później przez federację holenderską.
W marcu 2012 roku UEFA zatwierdziła projekt. Najlepsza drużyna z każdego kraju zakwalifikowałaby się do kobiecej Ligi Mistrzyń UEFA.
Pod koniec trzeciego sezonu (2014/15) holenderskie drużyny i holenderska federacja nie doszły do porozumienia co do finansowego aspektu udziału drużyn w kolejnych sezonach BeNe League. W rezultacie obie federacje podjęły decyzję o zamknięciu BeNe League i powrocie do organizowania swoich krajowych mistrzostw, czyli belgijskiej First Division i holenderskiej Eredivisie.

## System rozgrywek
W pierwszym sezonie 2012/13 liga rozgrywana była w dwóch fazach. W pierwszym etapie osiem holenderskich i osiem belgijskich drużyn zagrali w lidze krajowej holenderskiej BeNe League Orange i belgijskiej BeNe League Red. Cztery najlepsze drużyny z każdego kraju awansowali do BeNe League A, a cztery najniższe drużyny zagrali w BeNe League B.
Począwszy od kolejnego sezonu 2013/14 14 klubów grali systemem kołowym. Każda para drużyn rozgrywa ze sobą dwa mecze - jeden w roli gospodarza, drugi jako goście. W ostatnim sezonie 2014/15 z powodu niepowodzeń niektórych drużyn z szesnastu drużyn powstało trzynaście (siedem holenderskich i sześć belgijskich).

## Mistrzowie i pozostali medaliści
| Sezon                                                          | K | K | T | Mistrz         | Wicemistrz     | III miejsce      | Br. | Król strzelców   | Uwagi                                                |
| Kobieca Belgijsko-Niderlandzka liga (ang. Women's BeNe League) |   |   |   |                |                |                  |     |                  |                                                      |
| 2012/13                                                        |   |   | 2 | FC Twente      | Standard Liège | PSV/FC Eindhoven | 27  | Vivianne Miedema | 16 klubów w 2 gr.; 2 rundy; Standard - mistrz Belgii |
| 2013/14                                                        |   |   | 3 | FC Twente      | Standard Liège | AFC Ajax         | 39  | Vivianne Miedema | 14 klubów; Standard - mistrz Belgii                  |
| 2014/15                                                        |   |   | 1 | Standard Liège | FC Twente      | AFC Ajax         | 18  | Tessa Wullaert   | 13 klubów; Twente - mistrz Holandii                  |

## Statystyka

### Klasyfikacja według klubów
W dotychczasowej historii BeNe League na podium oficjalnie stawało w sumie 4 drużyny. Liderem klasyfikacji został FC Twente, który zdobył 2 tytuły mistrzowskie.
Stan na 31.05.2023.
| Lp. | Klub             | Miejsca na podium | Miejsca na podium | Miejsca na podium | Zwycięskie sezony |   |   |                  |
| --- | ---------------- | ----------------- | ----------------- | ----------------- | ----------------- | - | - | ---------------- |
| Lp. | Klub             | 1.                | FC Twente         | 2                 | Zwycięskie sezony | 1 | 0 | 2012/13, 2013/14 |
| 2.  | Standard Liège   | 1                 | 2                 | 0                 | 2014/15           |   |   |                  |
| 3.  | AFC Ajax         | 0                 | 0                 | 2                 |                   |   |   |                  |
| 4.  | PSV/FC Eindhoven | 0                 | 0                 | 1                 |                   |   |   |                  |

### Klasyfikacja według miast
Siedziby klubów: Stan na 31.05.2023.
| Miasto   | Liczba tytułów | Drużyny            |
| -------- | -------------- | ------------------ |
| Enschede | 2              | FC Twente (2)      |
| Liège    | 1              | Standard Liège (1) |

## Uczestnicy
W 3 ligowych sezonach Mistrzostw BeNe League rozgrywanych od sezonu 2012/13 aż do sezonu 2014/15 wzięło udział 18 zespołów. 12 drużyn uczestniczyło we wszystkich sezonach.
- 3 razy:  ADO Den Haag,  AFC Ajax,  Anderlecht Féminin,  Club Brugge Dames,  FC Twente,  O-H Leuven,  PEC (Zwolle),  PSV (Eindhoven),  Sc Heerenveen,  Standard Liège,  Telstar VVNH,  Lierse SK,
- 2 razy:  AA Gent Ladies,
- 1 raz:  Antwerp FC,  Beerschot AD,  K. St-Truidense VV,  FC Utrecht,  DSV Zulte Waregem